# Pegomya taiwanensis
Pegomya taiwanensis är en tvåvingeart som beskrevs av Masayoshi Suwa 1984. Pegomya taiwanensis ingår i släktet Pegomya och familjen blomsterflugor.
Artens utbredningsområde är Taiwan. Inga underarter finns listade i Catalogue of Life.